# Out of Phase Stereo

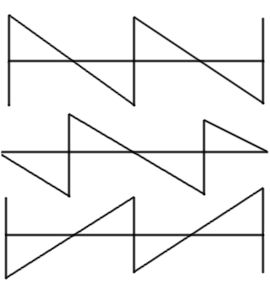
Sägezahnsignale, zwei Schwingungen auf der Zeitachse
oben: Das a/b-Originalsignal
Mitte: ein um 180°--phasenverschobenes Signal
unten: ein b/a-verpoltes (invertiertes) Signal

Out of Phase Stereo (Abkürzung OOPS) war besonders in den 1970er Jahren eine beliebte Methode zur Verbesserung des Raumklanges. Dabei wird ein Lautsprecher des Lautsprecherpaares verpolt (nicht phasengedreht) angeschlossen, auch („Left minus right“) genannt, so dass sich die Lautsprechermembranen entgegengesetzt bewegen. Dabei wird eine der a/b-Adern der Lautsprecherzuleitung als b/a vertauscht angeschlossen. So werden Klänge mit typischer Kammfiltercharakteristik erzeugt.
Die schwedische Popgruppe ABBA hat in einigen ihrer Aufnahmen von der OOPS-Methode Gebrauch gemacht, in dem manche Tonspuren kopiert und auf einer weiteren freien Tonspur „phasenverdreht“ aufgezeichnet wurden.
Fälschlicherweise wird manchmal von „Phasendrehung um 180°“ und „Phasenverschiebung {\displaystyle \phi } = 180°“ gesprochen, obwohl nur eine einfache b/a-Verpolung von zwei tonführenden symmetrischen a/b-Leitern gemeint ist. Zwar sieht bei einer reinen Sinuswelle oder einer anderen, symmetrischen und periodischen Funktion das invertierte Signal genauso aus, wie das um 180° phasenverschobene, aber eine Phasenverschiebung erreicht man stets durch Verschiebung entlang der Zeitachse, während die Polaritätsumkehr einer Spiegelung an der Zeitachse entspricht.
Das Signal unten ist genau das gespiegelte Originalsignal von oben, so wie es eben bei einer einfachen Verpolung erscheint. Das auf der Zeitachse um 180° phasenverschobene Signal in der Mitte ist dagegen etwas völlig anderes und ist hier nicht gemeint. Darum ist der Begriff „OOPS = Out-Of-Phase-Stereo“ nicht richtig, wenn es sich um Verpolung handelt.
Im Technikerjargon spricht man unrichtig vom phasenverkehrten Stereosignal oder von einer falschen Phasenlage eines Audiosignals, wenn einfach die beiden Adern eines der beiden Stereokanäle vertauscht wurden.